# Oberneukirchen (Oberbayern)
Oberneukirchen er en kommune i Landkreis Mühldorf am Inn i den østlige del af regierungsbezirk Oberbayern i den tyske delstat Bayern. Den er en del af Verwaltungsgemeinschaft Polling.

## Geografi
Oberneukirchen ligger i Region Südostoberbayern.